# Falangstär

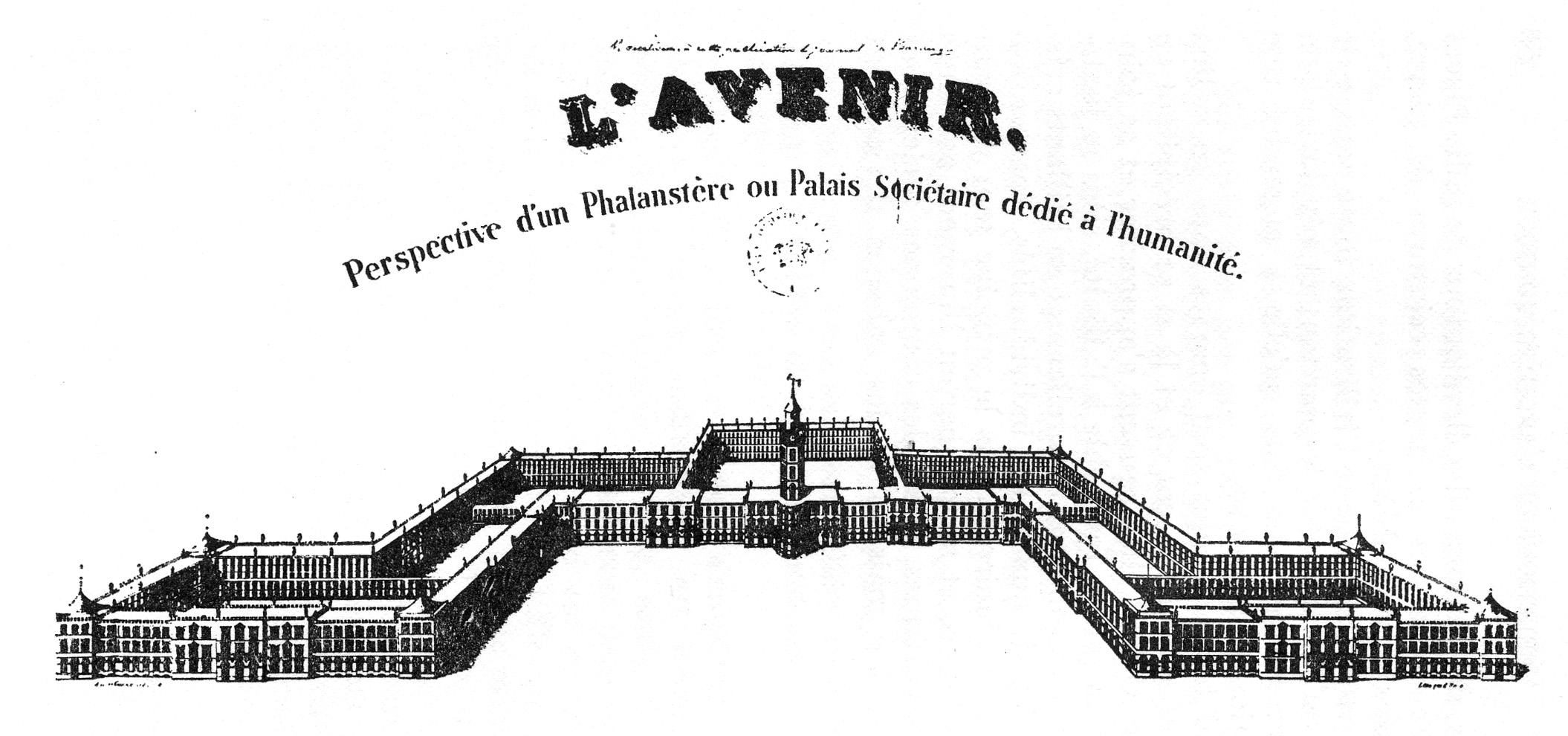
En beskrivning av en falanstär enligt Fourier.

En falangstär (eller falanstär) är ett litet jordbrukskollektiv. Mera specifikt syftar ordet, från den franske filosofen Charles Fouriers utopistiska socialism, på den byggnad som skulle hysa kommunens familjer. Under 1800-talet fanns det vid ett tillfälle över 40 falangstärer i USA.
Fourier myntade ordet som en sammanslagning av det franska ordet phalange (falang) med ordet monastère (kloster). Ordet falang var ursprungligen namnet på en militär formation falang i antikens Grekland. Ordet används även bildligt med innebörden "ett antal personer som gått samman i en gemensam sak". I Fouriers samhällssystem syftar ordet falang på samtliga de personer som bildar en primär, kommunistisk enhet.